# 厦门演艺职业学院
厦门演艺职业学院，简称厦艺，是中华人民共和国的一所全日制专科民办普通高等职业学校，位于福建省厦门市翔安区。
2002年4月，厦门演艺专修学院成立。2004年2月，改建为厦门演艺职业学院。